# 1806 en Bretagne
 Chronologie de la Bretagne
- 1802
- 1803
- 1804
- 1805
- 1806
- 1807
- 1808
- 1809
- 1810

Cette page recense des événements qui se sont produits durant l'année 1806 en Bretagne.

## Société

### Naissance
- 14 août à Brest : René-Denis Crouan, mort le 27 novembre 1891 à Nantes, négociant et armateur nantais du XIXe siècle.